# 11191 Пасквіч
11191 Пасквіч (11191 Paskvić) — астероїд головного поясу, відкритий 15 грудня 1998 року.
Тіссеранів параметр щодо Юпітера — 3,286.